# Jüdische Gemeinde Eichtersheim
Die Jüdische Gemeinde in Eichtersheim, einem Ortsteil der Gemeinde Angelbachtal im Rhein-Neckar-Kreis im nördlichen Baden-Württemberg, entstand um 1700 und wurde 1938 offiziell aufgelöst.

## Geschichte

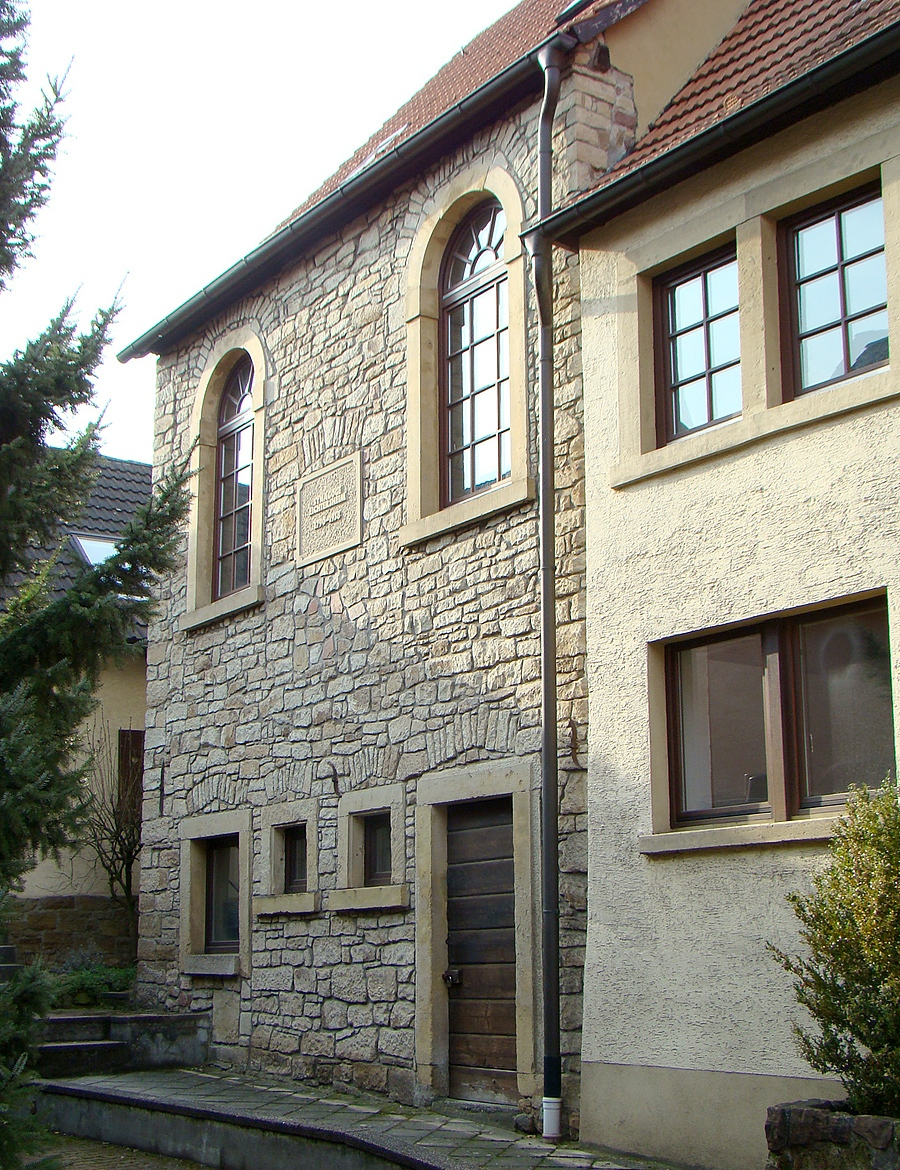
Ehemalige Synagoge in Eichtersheim (links)

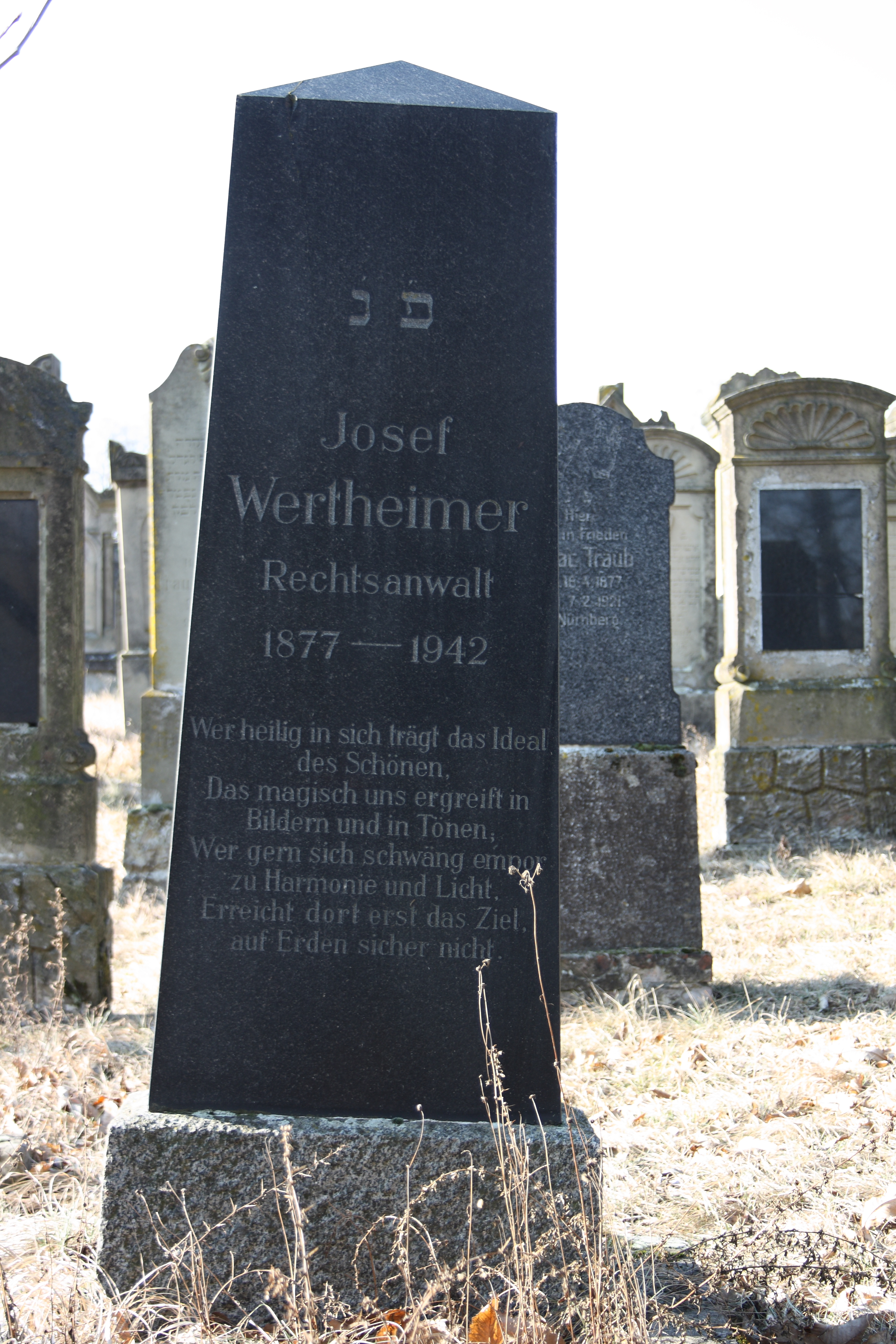
Grabstein auf dem Jüdischen Friedhof Eichtersheim für Rechtsanwalt Dr. Josef Wertheimer (1877–1942), er war der letzte jüdische Einwohner von Eichtersheim

Die ersten Juden siedelten sich um 1700 in Eichtersheim an, die Herren von Venningen boten ihnen Schutz. Ihre Blütezeit erlebte die jüdische Gemeinde im 19. Jahrhundert, als sie eine Synagoge, einen jüdischen Friedhof und eine jüdische Elementarschule besaß. Im Schulgebäude befand sich auch die Mikwe (rituelles Bad). 
Die Jüdische Gemeinde Eichtersheim gehörte seit 1828 zum Bezirksrabbinat Bruchsal.
Die Juden in Eichtersheim lebten vor allem vom Klein- und Viehhandel. In der zweiten Hälfte des 19. Jahrhunderts wanderten circa 60 Juden aus Eichtersheim in die USA aus, sodass 1900 die Gemeinde nur noch 54 Personen umfasste.

## Nationalsozialistische Verfolgung
Im Jahr 1933 lebten noch 18 jüdische Personen in Eichtersheim. 1938 wurde die jüdische Gemeinde offiziell aufgelöst und die am Ort noch ansässigen Juden wurden der jüdischen Gemeinde Bruchsal zugewiesen. Der Synagogenbau wurde vor November 1938 an Privatleute verkauft und blieb dadurch erhalten.
Das Gedenkbuch des Bundesarchivs verzeichnet neun in Eichtersheim geborene jüdische Bürger, die dem Völkermord des nationalsozialistischen Regimes zum Opfer fielen.

## Gemeindeentwicklung
| Jahr | Gemeindemitglieder |
| ---- | ------------------ |
| 1825 | 129 Personen       |
| 1842 | 149 Personen       |
| 1875 | 93 Personen        |
| 1886 | 103 Personen       |
| 1900 | 54 Personen        |
| 1925 | 21 Personen        |
| 1933 | 18 Personen        |